# Tupilak

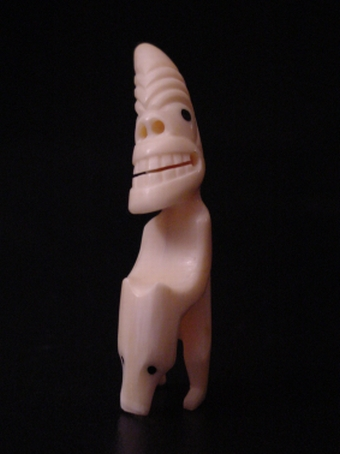
Tupilak aus Grönland

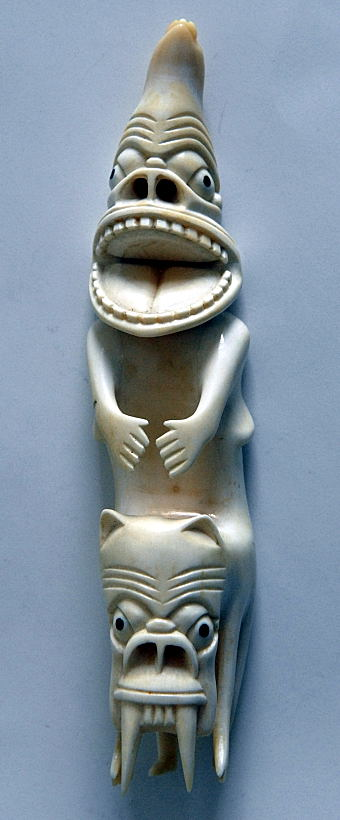
Tupilak aus Grönland

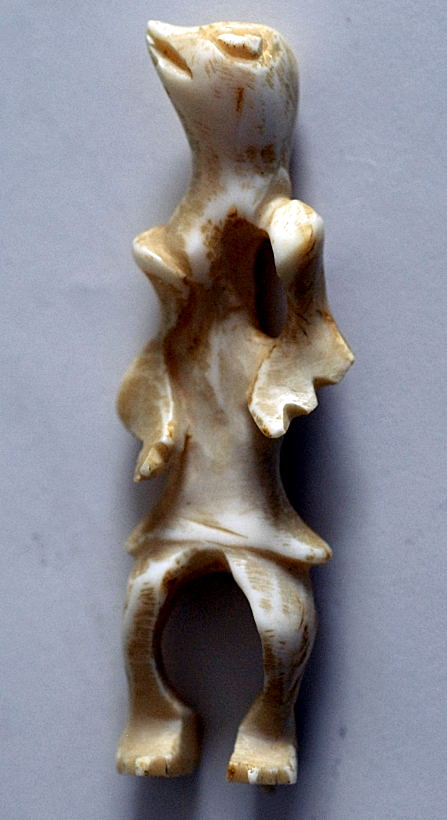
Tupilak aus Grönland

Das Kalaallisut-Wort Tupilak (oder Tupilaq, Plural Tupilait) bedeutet Seele oder Geist eines Verstorbenen und umschreibt heutzutage eine meist nicht über 20 Zentimeter große, überwiegend aus Walrosselfenbein geschnitzte Kunstfigur mit verschiedenartiger, ungewöhnlicher Gestalt. Diese Skulptur stellt eigentlich ein mythisches oder spirituelles Wesen dar; gewöhnlich ist sie aber wegen ihres grotesken Aussehens zum reinen Sammelobjekt geworden.

## Historie
Tupilait haben vermutlich schon die ersten, Grönland vor mehr als 4.000 Jahren besiedelnden Menschen gekannt. Zu jener Zeit dürften sie aber nur spirituelle, unkörperliche Geister gewesen sein. In geschichtlicher Zeit wurden Tupilait offenbar immer mehr zu trollähnlichen Wesen mit tierischen und menschlichen Zügen. Einem Bericht zufolge soll der Grönlandforscher Gustav Frederik Holm, als er sich 1884 in Ammassalik, Ostgrönland aufhielt, darum gebeten haben, ihm das seltsame spirituelle Wesen zu beschreiben. Als sich die Befragten nicht dazu in der Lage sahen, einen Tupilak auf die Erde zu zeichnen, hätten sie ihn in Holz geschnitzt. Seither gäbe es die jetzt überall in Grönland hergestellten Tupilait.

## Figur mit magischen Kräften
In der Mythologie grönländischer Inuit wurde der Tupilak durch geheime Zeremonien von Menschen zum Leben erweckt, um einem Feind gezielt Schaden zuzufügen und ihn gar zu töten. Dazu musste der Tupilak dem Feind überallhin folgen und sich in allen Elementen gut bewegen können. Dementsprechend wird berichtet, der Tupilak habe ursprünglich aus einem Lederbeutel bestanden, in den verschiedene Gegenstände mit Symbolcharakter gelegt wurden, z. B. Vogelfedern als Symbol für Luft, Eisbärenkrallen für Land und ein Pottwalzahn für Wasser. Beim Sprechen von Zauberformeln durften keine Fehler vorkommen, um den Tupilak nicht auf das falsche Ziel zu richten.
In der einschlägigen Literatur wird auch dargelegt, Zauberkundige (keineswegs nur Schamanen) hätten Tupilak-Figuren aus verschiedenen Materialien wie Erde, Tang, Tierknochen, Menschenhaar und selbst Teilen von Kinderleichen geschaffen. Sie hätten dazu entsprechende Materialien an einem geheimen Ort gesammelt und sie zu einer ungewöhnlichen Figur zusammengefügt oder -gebunden. Dieser hätten sie dann mit Zaubersprüchen und durch Berühren mit den eigenen Geschlechtsorganen magische Kräfte verliehen. Anschließend wurden sie dem Meer übergeben, wo sie ihre Macht zu entfalten begannen.
Die so geschaffenen Tupilait galten als ungemein gefährlich. Sie waren wegen der ihnen innewohnenden spirituellen Fähigkeiten sehr gefürchtet und verhasst, da sie immer in feindlicher Absicht und meist heimlich eingesetzt wurden. Man vermochte deshalb den unsichtbaren Mächten kaum Gegenwehr zu leisten, es sei denn, man verfügte über einen stärkeren Tupilak, der einen Gegenschlag ausführen konnte. Das Anwenden eines Tupilak wurde so immer zum Hasardspiel.
Heute sind alle derartigen Tupilait verschwunden, da sie aus gutem Grund mit Hilfe unbeständiger Materialien gefertigt worden waren: Sie sollten ja nicht in fremde Hände fallen.

## Zeitgenössische Tupilait
Die ältesten erhaltenen Tupilait stammten aus Ostgrönland; sie bestanden aus Holz und trugen Tierhautgürtel. Inzwischen sind Tupilait längst über Ostgrönland hinaus bekannt geworden, und sie werden auch im übrigen Grönland in teils künstlerischer, teils auch nur einfacher kunsthandwerklicher Weise hergestellt. Als einfachstes Material wird noch immer Holz verwendet, doch bestehen die wertvolleren Stücke überwiegend aus Walrosselfenbein oder Rentiergeweih und werden in Ostgrönland geschnitzt.

## Handelsware
Je grotesker und gruseliger die Skulpturen ausfallen, desto besser lassen sie sich verkaufen, und so ist in Ostgrönland in den 1950er-Jahren bis in die 1970er-Jahre hinein eine Art Tupilak-Industrie entstanden, die fast wie vom Band produzierte. Inzwischen haben sich viele Künstler wieder mehr darauf besonnen, den Figuren eigene kreative Formen zu verleihen. Während ehedem Materialien vom Pottwal als Rohstoff dienten, finden heute aus Artenschutzgründen neben Karibugeweihen vor allem elfenbeinerne Stoßzähne von Walrossen und auch Narwalen Verwendung. Zunehmend wird außerdem Serpentin als Ausgangsmaterial verwendet. Die handelsüblichen Tupilait stammen fast alle aus dem 20. und 21. Jahrhundert.